# UFC 282
UFC 282: Błachowicz vs. Ankalaev fue un evento de artes marciales mixtas producido por el Ultimate Fighting Championship. Tuvo lugar el 10 de diciembre de 2022 en el T-Mobile Arena en Paradise, Área metropolitana de Las Vegas, Estados Unidos.

## Antecedentes
Se esperaba como evento principal la revancha entre Teixeira vs. Procházka por el Campeonato de Peso Semipesado de UFC. Días antes del evento, Procházka anunció por redes sociales una lesíón mientras entrenaba para la pelea en el gimnasio. Posterior a la lesión la UFC ofreció a Teixeira la pelea por el título contra Ankalaev pero no la quiso coger, entonces la UFC puso como evento principal Błachowicz vs. Ankalaev por el título vacante del Campeonato Semipesado ya que Procházka no podría defender su título.
Una pelea de peso pesado entre Jairzinho Rozenstruik y Chris Daukaus estaba originalmente programada para el UFC Fight Night: Dern vs. Yan, pero se trasladó a este evento por razones no reveladas.
Se esperaba que Bo Nickal hiciera su debut en la promoción enfrentando a Jamie Pickett en una pelea de peso mediano. Sin embargo, a fines de octubre se anunció que Nickal se retiró debido a una lesión y la pelea fue cancelada.
Se esperaba que en el evento se llevara a cabo una pelea de peso semipesado entre el ex retador Alexander Gustafsson y el ex retador interino al título Ovince Saint Preux. Sin embargo, Gustafsson se retiró debido a una razón no revelada y fue reemplazado por el ganador del torneo de peso pesado de la PFL de 2018, Philipe Lins. A su vez, Lins se retiró de la pelea por una razón no revelada y fue reemplazado por Antonio Trocoli. Sin embargo, Trocoli se retiró debido a problemas con la visa. Como resultado, Saint Preux también fue retirado de la cartelera debido a que la promoción no pudo encontrar otro reemplazo.
Se esperaba una pelea de peso gallo entre Cameron Saaiman y Ronnie Lawrence en el evento. Sin embargo, Lawrence se retiró por razones desconocidas la semana anterior al evento y fue reemplazado por Steven Koslow, que hacía su debut en la promoción.
Se esperaba que en el evento se llevara a cabo una pelea de peso welter entre el ex campeón de peso welter de la UFC, Robbie Lawler y Santiago Ponzinibbio. La pelea estaba programada previamente para llevarse a cabo en el UFC 245 en 2019, pero Ponzinibbio se retiró debido a una infección por estafilococos. Sin embargo, en la semana del evento, la pelea se volvió a cancelar cuando Lawler se vio obligado a retirarse debido a una lesión no revelada. Fue reemplazado por Alex Morono y la pelea tuvo lugar en un peso acordado de 180 libras.
Se esperaba una pelea de peso mosca entre Daniel Lacerda y Vinicius Salvador en el evento. Sin embargo, después de los pesajes oficiales, en los que Lacerda pesó 129 libras, tres libras por encima del límite del peso mosca en peleas no titulares, se anunció que había sido retirado de la cartelera debido a un problema médico no revelado y la pelea fue cancelada.

## Resultados
1. ↑  Por el Campeonato de Peso Semipesado de la UFC.

## Premios de bonificación
Los siguientes luchadores recibieron bonificaciones de $50000 dólares.
- Pelea de la Noche: Dricus du Plessis vs. Darren Till
- Actuación de la Noche: Santiago Ponzinibbio, Ilia Topuria, Raul Rosas Jr., Jairzinho Rozenstruik, Edmen Shahbazyan, Chris Curtis, Billy Quarantillo, T.J. Brown, y Cameron Saaiman